# Deutscher Bundeswehrverband
Der Deutsche BundeswehrVerband e.V. (DBwV) ist ein überparteilicher und finanziell unabhängiger eingetragener Verein. Er vertritt in allen Fragen des Dienst-, Sozial- und Versorgungsrechts die Interessen seiner mehr als 200.000 Mitglieder – aktive Soldaten, Reservisten, Ehemalige und Hinterbliebene, zivile Angehörige der Bundeswehr sowie fördernde Mitglieder. Er beteiligt sich auch an sicherheits- und gesellschaftspolitischen Debatten.

## Einheits- und Spitzenorganisation
Der DBwV bekennt sich zum Prinzip des Staatsbürgers in Uniform, der grundsätzlich dieselben Rechte und Pflichten hat wie jeder Bürger der Bundesrepublik Deutschland. Gegründet wurde der Deutsche BundeswehrVerband am 14. Juli 1956, als sich erstmals in der deutschen Geschichte Soldaten aller Dienstgradgruppen zur Wahrnehmung ihrer Interessen in einer demokratischen Berufsorganisation zusammengeschlossen haben.
Bundestag und Bundesregierung beteiligen den DBwV als Spitzenorganisation der Soldaten, wenn gesetzliche Regelungen oder die Belange der Menschen der Bundeswehr und deren Familienangehörigen betroffen sind. Der Verband bemüht sich, im Sinne seiner Mitglieder Einfluss auf Entscheidungen von Regierung und Parlament zu nehmen.
Die Mitgliedschaft im Deutschen Bundeswehrverband ist freiwillig.

## Europäische Rolle
Der Deutsche BundeswehrVerband (DBwV) vertritt die ideellen, sozialen und beruflichen Interessen sowie Rechte aller aktiven oder ehemaligen Soldaten, Beamten und Arbeitnehmer der Bundeswehr sowohl auf nationaler als auch auf internationaler Ebene. Dabei arbeitet er mit anderen europäischen Verbänden zusammen, um eine effektive Interessenvertretung der Mitglieder auch international zu gewährleisten.
1972 war der DBwV als Gründungsmitglied maßgeblich an der Entstehung von EUROMIL, der europäischen Organisation der Militärverbände, beteiligt. Seit 2012 vertritt Hauptmann Jörg Greiffendorf den DBwV sowohl im Präsidium als auch im Vorstand von EUROMIL.
Seit Januar 2013 ist der DBwV auch als Mitglied bei CESI, der „Europäischen Vereinigung der unabhängigen Gewerkschaften“, aktiv. Der DBwV stellt mit Oberstleutnant a. D. Thomas Sohst den Präsidenten für den Berufsrat Verteidigung.

## Struktur
Der Deutsche BundeswehrVerband wird durch einen aus 29 ehrenamtlichen Mitgliedern bestehenden Bundesvorstand geführt. Diese werden alle vier Jahre durch die Delegierten der Hauptversammlung gewählt, zuletzt im November 2017 in Berlin. An der Spitze des Bundesvorstands steht seit 2013 Oberst André Wüstner. Im Dezember 2021 wurde er für weitere vier Jahre gewählt. 1. Stellvertretender Vorsitzender ist seit Dezember 2021 Stabsfeldwebel a. D. Thomas Schwappacher, 2. Stellvertretender Vorsitzender Oberstleutnant i. G. Marcel Bohnert.
Der Deutsche BundeswehrVerband verfügt über eine Bundesgeschäftsstelle in Berlin, sowie vier Landesgeschäftsstellen, für den Landesverband Nord in Neumünster, für den Landesverband Ost in Berlin, für den Landesverband Süddeutschland in Unterhaching und für den Landesverband West in Bonn. Die vier Landesverbände (LV) bestehen aus insgesamt 27 Bezirken. An der Basis sind die Mitglieder in 116 Standortkameradschaften, 384 Truppenkameradschaften, 123 Kameradschaften ehemaliger Soldaten/Reservisten/Hinterbliebener und 266 selbstständigen Truppenkameradschaften organisiert.

## Geschichte

### 1950er Jahre
Am 14. Juli 1956 gründeten 23 Offiziere, 25 Unteroffiziere und 7 Mannschaftsdienstgrade im niedersächsischen Munster-Lager den Deutschen BundeswehrVerband. Der erste geschäftsführende Vorstand wurde von Oberstleutnant Karl-Theodor Molinari geleitet.

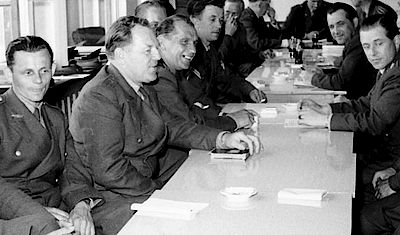
Gründungsmitglieder des Deutschen BundeswehrVerband (DBwV), Juli 1956

Anfangs bildeten der DBwV und der bereits bestehende Verband deutscher Soldaten (VdS) eine Arbeitsgemeinschaft, in der der DBwV die aktiven Soldaten und der VdS die inaktiven Soldaten vertrat. Im Oktober 1956 wurden zunächst Teile der Geschäftsstelle nach Bonn und etwas später die gesamte Geschäftsstelle nach Bonn verlegt. Ende des Jahres wurden Soldatenversammlungen des Deutschen BundeswehrVerbands in den Kasernen erlaubt und sogar ehrenamtlich für den Verband tätige Soldaten zu Veranstaltungen freigestellt.
Im Frühjahr 1957 fand die erste Hauptversammlung des Verbands statt. In dieser wurde Molinari in seinem Amt als Vorsitzender bestätigt.
1958 beklagte der Verband, dass die Soldaten besoldungsrechtlich zwar wie Beamte behandelt wurden, aber ihre Nachzahlungen nicht ebenso erhielten. Um Verbandsangelegenheiten auf regionaler Ebene zu koordinieren und die Mitglieder vor Ort zu vertreten, wurden Wehrbereichsbeauftragte in den Dienst berufen. Im November des Jahres forderte der DBwV gegenüber dem Verteidigungsminister dienstfreie Samstage und Weihnachtsgratifikationen für alle Soldaten.
Anfang 1959 zog der Verband, der inzwischen 50.000 Mitglieder zählte, in seine erste eigene Geschäftsstelle in Bonn und setzte sich weiterhin für die Gleichstellung der Soldaten mit Beamten ein.

### 1960er Jahre
Ein Jahr später legte der DBwV erstmals eine eigene Liste zur Wahl des Hauptpersonalrats vor und auch 1962 wurde eine solche Vorschlagsliste eingereicht. 1961 kämpfte der Verband dafür, dass die Parteien auch Soldaten als Kandidaten für den Bundestag aufstellen, doch der Erfolg blieb vorerst aus. Hingegen konnte er durchsetzen, dass auch neu verheiratete Soldaten eine Trennungsentschädigung erhielten. Von nun an wurde der DBwV in den Medien „Soldatengewerkschaft“ genannt.
Im April 1963 übernahm Major i. G. Lothar Domröse kurzzeitig die Amtsgeschäfte von Molinari bis in der 5. Hauptversammlung Oberst i. G. Wolfgang Keilig zum neuen Vorsitzenden gewählt wurde. Der inzwischen zum Brigadegeneral beförderte Molinari wurde Ehrenvorsitzender. In Budel wurde am Ende des Jahres die erste Standortkameradschaft in den Niederlanden gegründet.
1964 wurden erstmals Kandidaten des DBwV in den Hauptpersonalrat gewählt. Die ÖTV (Gewerkschaft Öffentliche Dienste, Transport und Verkehr) gründete eine zum Verband konkurrierende „Fachgruppe der Soldaten“. Die entstehenden Spannungen zwischen DBwV und ÖTV nahmen in den nächsten Jahren immer weiter zu.

Nach längeren Bemühungen wurde im September 1965 ein aktiver Soldat und DBwV-Mandatsträger als CDU-Abgeordneter in den Bundestag gewählt: Hauptfeldwebel Hermann Stahlberg, Vorsitzender Heer. 

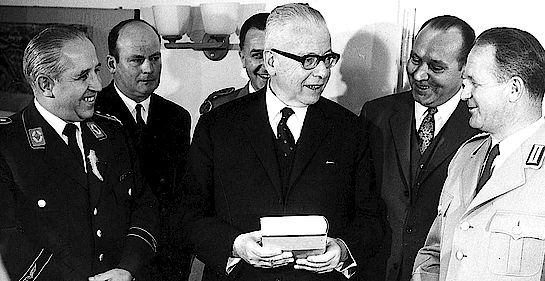
Am 14. November 1969 empfängt Bundespräsident Gustav Heinemann Bundesvorstandsmitglieder zu einem Gespräch.

Zum zehnjährigen Jubiläum des DBwV fand ein großer Festakt statt, bei dem viele Vertreter aus Politik, Gesellschaft, Militär und Kirche vertreten waren. Mittlerweile umfasste der Verband 110.000 Mitglieder. Es wurde ein Sonderheft von „Die Bundeswehr“ mit Vorschlägen für vier Laufbahngruppen zur Verbesserung der Personalstruktur in der Bundeswehr herausgegeben. Im August 1966 wurden gewerkschaftliche Veranstaltungen innerhalb von Kasernen verboten, doch da der DBwV sich nicht als Gewerkschaft sah und keine gewerkschaftlichen Rechte wie die Tariffähigkeit in Anspruch nimmt, lief die Arbeit in den Kasernen weiter.
Die 7. Hauptversammlung wählte 1967 Oberstleutnant Heinz Volland zum neuen Bundesvorsitzenden des DBwV. Im Herbst berief der Vorstand einen Sonderbeauftragten für Ehemalige.
1969 wies jeder Wehrbereich einen Vertragsanwalt des DBwV auf, welcher um weitere 20.000 Mitglieder angewachsen war. Bei der Wahl des Hauptpersonalrats wurden mittlerweile drei aktive Soldaten aus der Liste des DBwV gewählt. Auch in sechs Wehrbereichen traten DBwV-Kandidaten zur Wahl für die Bezirkspersonalräte an.
Mittlerweile konnte der Verband über viele Erfolge durch DBwV-Rechtsschutzgewährung berichten. Nach sechsjähriger Bemühung wurde die Laufbahn des militärfachlichen Dienstes in die Laufbahngruppe der Offiziere eingeführt. Der Bundesvorsitzende kündigte an, in Zukunft nicht nur die materielle Lage der Soldaten, sondern auch die ideellen Probleme in Angriff zu nehmen. So war die Verabschiedung des Eingliederungsgesetzes für Soldaten auf Zeit 1969 ein weiterer bedeutender Verbandserfolg. Gleichzeitig forderte der DBwV eine Anpassung des Lohnniveaus für Beschäftigte im öffentlichen Dienst aufgrund erheblicher Erhöhungen in der Wirtschaft. Diese Forderungen verstärkte der Verband 1970, als der Besoldungsrückstand 20 Prozent betrug, und organisierte die erste offene Protestveranstaltung.

### 1970er Jahre
Ende 1970 zog der Verband mit seiner Geschäftsstelle in die Bonner Südstraße, wo er noch bis zur vollständigen Verlegung (2019) nach Berlin sitzt.
Da die ÖTV weiterhin darauf pochte, mit dem DBwV gleichgestellt zu werden, durften ab 1971 Mitgliederversammlungen beider Soldatenvertretungen in den Kasernen tagen.
Im Jahr 1972 gründete der DBwV den europäischen Interessenverband EUROMIL, welcher schon anfangs mehr als eine Million Militärangehörige aus Deutschland, Belgien, Dänemark, Italien und den Niederlanden repräsentierte. Die Mitgliederzahl lag inzwischen bei 140.000. Der Verband beschäftigte sich außerdem mit dem Weißbuch 1970 und forderte in den Folgejahren, das Dienstrecht der Soldaten mitzugestalten. Ende 1973 wurde der DBwV-Vorsitzende in den Ausschuss für Politische Bildung berufen und nur wenige Monate später sah der Verband seine Rechtsposition als Spitzenorganisation der Soldaten gemäß einem Gesetzesentwurf zur Änderung des Soldatengesetzes deutlich gestärkt. Die Auffassung des inzwischen 175.000 Mitglieder starken Verbands wurde von nun an in den Bundestagsdrucksachen, die wehrrechtliche Fragen behandeln, veröffentlicht. Außerdem wurde er nun auch in Innenausschusssitzungen des Bundestags angehört.
Mit scharfer Kritik und vielen Initiativen reagierte der DBwV im Jahr 1975 auf die Spar- und Steuerbeschlüsse der Bundesregierung und wurde schließlich im Innenministerium zu den Themen Besoldung und Sparmaßnahmen gehört. Am 1. Oktober 1975 wurden die ersten weiblichen Sanitätsoffiziere Mitglied im DBwV.
Das Jahr 1976 begann mit der Analyse des neuesten Weißbuchs, welches laut DBwV teilweise zu oberflächlich die Probleme und Personalsituation in der Bundeswehr darstellte. Es werden Einsparungsvorschläge vorgebracht, um die Soldaten vor den vorgenommenen Eingriffen in den sozialen Besitzstand laut Haushaltsstrukturgesetz zu schützen, was zu teilweisen Erfolgen führte. Weiterhin wurde die mangelhafte Eingliederung der Zeitsoldaten in den öffentlichen Dienst beanstandet.
Am 8. Februar 1977 wurde die Förderungsgesellschaft (FöG) als Selbsthilfeeinrichtung des Verbands gegründet. Der DBwV engagierte sich bei sozialen Themen, sicherheitspolitischen Fragen sowie dienstrechtlichen Angelegenheiten der Soldaten und war stetig mit dem Bundesministerium der Verteidigung im Gespräch. Er forderte unter anderem die Bundesregierung auf, eine Konzeption der Gesamtverteidigung zu erarbeiten und setzte sich für Wehrgerechtigkeit, A9-Stellen, Besoldung, Gemeinschaftsdienstpflicht sowie Prüfungsverfahren ein. Es folgten Spitzengespräche mit diversen Verbänden und Gewerkschaften. Laut einer Umfrage unter den Mitgliedern wurde der Deutsche BundeswehrVerband „parteipolitisch streng neutral“ empfunden und hatte eine „mittlere gesellschaftspolitische Bedeutung“.

### 1980er Jahre
1980 beschloss der Bundestag eine Zulage für einzelne Bundeswehrberufsgruppen, was ein bedeutender Erfolg für den Verband war, der seit Jahren für Verbesserungen in Bezug auf die Laufbahn- und Besoldungsstruktur kämpfte. Auch für die Erhöhung des Wehrsolds hatte sich der DBwV jahrelang eingesetzt, die 1981 erfolgreich durchgeführt wurde. Ein Jahr später setzte der Verband sich durch und erwirkte, dass keine, wie ursprünglich geplante, Kürzung der Anfangsgrundgehälter und Ortszuschläge durchgeführt wurde. Erstmals in der Geschichte der Bundeswehr wurde unter Leitung des DBwV zu einer zentralen Protestversammlung aufgerufen, da die Dienstzeit verkürzt werden sollte, aber die Aufgaben und Personalanzahl unverändert beibehalten werden sollten. Als Folge wurde die Vergütung von Spitzendienstzeiten angehoben. Die Stellung als führende Interessenvertretung der Soldaten wurde durch die erneute Wahl in den Hauptpersonalrat mit 70 Prozent aller Stimmen ebenfalls gestärkt. Langfristige Forderungen des Verbands wurden teilweise in der Beschlussfassung zum Haushalt 1983 festgelegt: Anhebung der Mittel für Dienstzeitausgleich, zusätzliche Planstellen für (Unter-)Offiziere, Haupt-/Oberfeldwebel, Realisierung eines neuen Spitzendienstgrads. Außerdem waren von nun an Veranstaltungen des Verbands nicht mehr dem Uniformverbot unterworfen. Zusätzlich erhielt er ein Beteiligungsrecht bei der Vorbereitung gesetzlicher Regelungen, die das beamtenrechtliche Verhältnis betrafen. Ende 1984 wurde ein hart erkämpfter Gesetzesvorschlag zur Verbesserung der Personalstruktur in den Streitkräften auf den Weg gebracht und setzte so einen Meilenstein zum Thema Personallage der Bundeswehr.

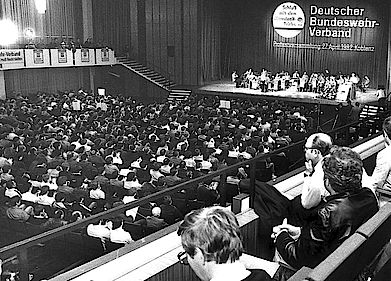
Erstmals in der Geschichte der Bundeswehr ruft der DBwV am 27. April 1982 zu einer zentralen Protestversammlung am Großstandort Koblenz auf.

Während der 12. Hauptversammlung im Oktober 1985 legte Oberst a. D. Heinz Volland als Bundesvorsitzender sein Amt nieder und Oberstleutnant Rolf Wenzel wurde als Nachfolger gewählt.
Auf einer Pressekonferenz kündigte der Verband 1986 eine Verfassungsbeschwerde wegen des Fehlens einer Dienstzeitregelung für Soldaten an. Bis zum Ende des Folgejahres konnte der Verband weitere neue Erfolge vorweisen: Die Novellierung des Unterhaltssicherungsgesetzes wurde beschlossen und damit die seit acht Jahren erstmalige Erhöhung beziehungsweise Anpassung der finanziellen Leistungen für Familienangehörige verheirateter Grundwehrdienst Leistender sowie Mietbeihilfe und Verdienstausfallentschädigung für Wehrübende an die aktuellen Bezüge.
Der Deutsche Bundestag verabschiedete ein Gesetz, durch welches die Dienstzeiten geregelt und die Freizeit planbarer gemacht wurden sowie Ausgleichsansprüche für Soldaten bei Spitzendienstzeiten angemessen sind. Dafür hatte der Verband in den letzten Jahren hart gekämpft. Im Dezember wurde die Karl-Theodor-Molinari-Stiftung e.V. als Bildungswerk der DBwV zur Durchführung der Bildungs- und Seminararbeit gegründet.

### 1990er Jahre
Nach der Wiedervereinigung Deutschlands wurde der Verband der Berufssoldaten der Nationalen Volksarmee (VBS) gegründet, mit dem der DBwV anfangs gemeinsame Veranstaltungen durchführte. Der VBS trat mit 520 Delegierten aller Bereiche der NVA für die gemeinsame Verfolgung sozialer Interessen ein.
Nachdem zum ersten Mal Schutzmaßnahmen für Radargeschädigte 1991 festgelegt wurden, gewährte der DBwV für geschädigte Mitglieder Rechtsschutz für Verfahren zur Anerkennung einer Wehrdienstbeschädigung. Bis zu diesem Zeitpunkt gab es keine Schutzzonen rund um Radargeräte, so dass vor allem ehemalige NVA-Soldaten aufgrund ihrer Arbeit an bestimmten Waffensystemen hoher Strahlenbelastung ungeschützt ausgesetzt waren und Gesundheitsschäden davongetragen haben. Bis zum kommenden Jahr forderte der Verband eine generelle Anpassung der Dienstbezüge an das Westniveau. Für die neuen Bundesländer wurde ein neuer Landesverband Ost mit einer Landesgeschäftsstelle in Berlin gegründet.
1993 wurde Oberst Bernhard Gertz zum neuen Bundesvorsitzenden gewählt. 1994 stellte der DBwV den zehnmonatigen Grundwehrdienst infrage und forderte mehr Wehrsold für Grundwehrdienst Leistende sowie eine höhere Attraktivität des Pflichtdienstes. Ein Jahr später übergab der Verband die „Brüsseler Erklärung“ dem Europäischen Parlament. Diese enthielt Ziele wie das Koalitionsrecht für alle Soldaten in Europa und die Anerkennung als Staatsbürger in Uniform mit allen Grundrechten.
1997 begannen die dreijährigen Verhandlungen zum 1. SBG-Änderungsgesetz für mehr Mitbestimmungsrechte für Soldaten. Außerdem wurden die Landesverbände Nord, West und Süddeutschland gegründet. In Moskau förderte der DBwV die Aus- und Weiterbildung ehemaliger russischer Soldaten und das Modell des Staatsbürgers in Uniform in den osteuropäischen Streitkräften.
Seit September 1998 gibt es einen Internetauftritt des Verbands.

### 2000er Jahre
Das seit Jahren laufende Verfahren um Tanja Kreil, die mit Anwälten des DBwV auf Einstellung in eine Laufbahn des Truppendienstes klagte, hatte Erfolg. Das Urteil fiel im Jahr 2000 und ab dem 1. Januar 2001 dürfen Frauen für alle Verwendungen der Bundeswehr eingestellt werden.
Im November 2001 trat das Gleichstellungsgesetz in Kraft (zunächst DGleiG, ab 2015 BGleiG). 2002 forderte der DBwV das Einsatzversorgungsgesetz und zwei Jahre später wurde dieses im Bundestag sowie -rat beschlossen. Das Gesetz gewährleistet bessere Versorgungsleistungen bei schweren Verletzungen im Einsatz.

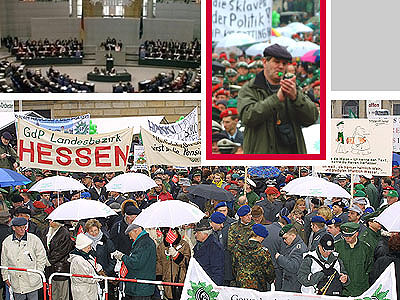
Demonstration von 25.000 Soldaten und Polizeibeamten auf dem Berliner Gendarmenmarkt gegen die Kürzung der Pensionen, 2001

Bis Ende 2005 wurden 31 Familienbetreuungszentren für Soldaten und ihre Angehörigen eingerichtet, hierzu leistete der DBwV wesentliche Beiträge. Als 2006 mehrere Hundert Soldaten in den Kongo entsandt wurden, äußerte der Interessenverband seine Zweifel an der Sinnhaftigkeit des Einsatzes und warf der EU Fehler bei der Vorbereitung vor. Außerdem feierte der Verband sein 50-jähriges Bestehen. Er setzte sich in seinem Jubiläumsjahr vor allem für die Verbesserung der Bundeswehrkasernen, die Erhöhung des Wehrsolds sowie für bessere Zukunftsperspektiven in den Laufbahnen und die betriebliche Altersversorgung für Zeitsoldaten ein. Immer wieder war auch die Vereinbarkeit von Dienst und Familie ein großes Thema für den Verband. 2006 wurden zusätzliche Planstellen für Unteroffiziere (A9 und A8 mA) eingerichtet, wofür der DBwV lange Zeit gekämpft hatte. Das Jahr endete mit einer großen Umfrage unter den Mitgliedern zur Berufszufriedenheit der Soldaten. Die Auswertung erfolgte im Februar 2007 öffentlich. Die Ergebnisse waren zum Teil vernichtend.
Das 2006 veröffentlichte Weißbuch erfuhr von Seiten des Verbandsvorstands Anfang 2007 harte Kritik, es sei lückenhaft, oberflächlich und schwammig. Doch ein Erfolg stellte sich ein: das Einsatzweiterverwendungsgesetz. Der DBwV hatte lange für die berufliche Zukunft von Geschädigten gekämpft. Der erste Entwurf des Dienstrechtsneuordnungsgesetzes wurde vom Verband abgelehnt und die Dienstrechtsreform ebenfalls stark kritisiert.
2008 erzielte der DBwV mehrere Erfolge: Die Zahlung des Trennungsübernachtungsgelds wurde verlängert und kann auch bei einer Kommandierung zu Lehrgängen vom Ausland ins Inland beantragt werden; der Wehrsoldtagessatz wurde um zwei Euro erhöht und im Verteidigungshaushalt 2008 wurden die Haushaltsmittel für die Renovierung von Kasernen erheblich aufgestockt. Des Weiteren trat in dem Jahr das Wehrrechtsänderungsgesetz in Kraft, welches deutliche Verbesserungen für alle Soldaten enthielt.
Ende 2008 wurde das Dienstrechtsneuordnungsgesetz (DNeuG) verabschiedet: Zu viele Ungereimtheiten und Stolpersteine, die selbst für Fachleute nicht auf Anhieb einleuchtend waren, hatten dazu geführt, dass nahezu alle Punkte, die der Verband als nachbesserungsbedürftig gefordert hatte, bei den Abgeordneten auf Zustimmung gestoßen waren.
Bei der Hauptversammlung 2009 wurde Oberst Ulrich Kirsch zum neuen Bundesvorsitzenden des Verbands gewählt. Nachdem der Verband elf Jahre zuvor seinen Webauftritt gestartet hatte, wurde er nun auch bei YouTube aktiv. In diesem Jahr setzte sich der DBwV vermehrt für PTBS-Opfer ein und forderte eine bessere Betreuung der Betroffenen vor Ort. Es wurde ein Forderungskatalog erstellt, der flächendeckend Verbesserungsvorschläge für die Regierung, unter anderem zu den Themen Planstellen, Arbeitszeitregelung, Rechtsschutz, Vereinbarkeit von Familie und Dienst, Zulagen- sowie Prämiensystem, Versorgungsausgleich, altersvorsorgewirksame Leistungen für Soldaten auf Zeit, Beibehaltung der Wehrpflicht und Steigerung der Attraktivität, beinhaltete. Während des ISAF-Einsatzes in Afghanistan machte sich der DBwV stark für bessere Ausrüstung, besseren Schutz und eine bessere Ausbildung der Soldaten.

### 2010er Jahre
Vor Weihnachten 2010 sorgte die sogenannte Postkartenaktion für großes Interesse bei den Medien. Hierbei wurden mehr als 120.000 Beschwerdebriefe von DBwV-Mitgliedern aufgrund der fortgesetzten Kürzung der Sonderzahlungen („Weihnachtsgeld“) gesammelt und von den Vorstandsmitgliedern persönlich beim Bundestag abgeliefert. Anschließend wurde die Entscheidung zur Kürzung wieder zurückgenommen.
2011 wurde ein Facebook-Account eingerichtet, über den aktiv mit den Mitgliedern kommuniziert wird. Als Hauptschwerpunkt des Jahres wurde die Attraktivitätsagenda 2011 gewertet, ein Forderungskatalog zu Themen wie die sozialen Rahmenbedingungen, Attraktivität des Dienstes und die Weiterentwicklung der Beteiligungsrechte. Bezüglich der bevorstehenden Bundeswehrreform schrieb der Bundesvorsitzende einen offenen Brief an den Verteidigungsminister mit der Forderung, eine Übergangsregelung für den freiwilligen Wehrdienst zu finden und an der Attraktivität der Bundeswehr zu arbeiten. Es folgte die Verabschiedung des Einsatzversorgungs-Verbesserungsgesetzes, durch welches mehr finanzielle Sicherheit für die Soldaten gewährleistet wird. Und auch das Reformbegleitprogramm des BMVg war ein Teilerfolg für den DBwV. Einige Vergütungssätze wurden um das Doppelte erhöht und zur Unterstützung der Vereinbarkeit von Familie und Dienst wurde der Strukturerlass um weitere drei Jahre verlängert, sodass einerseits weiterhin eine freie Wahl zwischen Trennungsgeld und Umzugskostenvergütung bestand und die Verwendung bei Versetzung auf maximal drei Jahre beschränkt wurde.
Der Bund zur Unterstützung Radargeschädigter wird seit seiner Gründung vom Verband unterstützt, Mitglieder des DBwV erhalten Rechtsschutz. 2011 ist eine sogenannte Härtefall-Stiftung durch den BMVg eingesetzt worden mit dem Bundesvorsitzenden Oberst Bernhard Gertz als Ombudsmann.
2012 war das Jahr der Neuausrichtung der Bundeswehr. Das Reformbegleitprogramm des Ministers wurde mit „Schritt in die richtige Richtung, Nachbesserung jedoch erforderlich“ bewertet. Es gliederte sich in Maßnahmen zum Personalab- beziehungsweise -umbau und in solche zur Erhöhung der Attraktivität des Dienstgebers Bundeswehr. Nachdem sich der Verband längere Zeit für eine Einsatzunfallverordnung eingesetzt hatte, trat diese 2012 in Kraft. Sie besagt, dass die Schädigungen vormals gesunder Soldaten, die aus einem Einsatz zurückkehren und PTBS oder andere psychische Erkrankungen aufweisen, dem Einsatz geschuldet sind.
Mit dem Runden Tisch „Solidarität mit Soldaten“ wurde 2013 die Gemeinschaftsaktion „Gelbe Schleifen“ ins Leben gerufen. Als Zeichen der Solidarität für die Soldaten im Einsatz unterschrieben Politiker auf gelben Bändern, die in die Einsatzgebiete zu den Soldaten geschickt wurden, die vor allem über Weihnachten und Silvester nicht bei ihren Familien sein konnten. Im November 2013 wurde der damalige Oberstleutnant André Wüstner neuer Bundesvorsitzender. Außerdem richtete der Verband neben dem schon bestehenden Facebook-Auftritt nun auch einen Twitter-Account ein.
Im April 2014 veröffentlichte der Verband die „Schlagkräftige Bundeswehr 2020. Attraktivitätsoffensive starten!“. Sie sollte ein ganzheitliches Bild dessen, was für eine zukunftsfähige Bundeswehr bis zum Jahr 2020 noch zu tun ist, geben. Die Säulen „Rahmenbedingungen“ und „Perspektiven“ wurden erneut aufgegriffen und detailliert in Infrastruktur, angemessene Unterkünfte, die persönliche Ausrüstung sowie die einsatzbezogene Ausstattung und Ausbildung als konkrete Forderungen zur Verbesserung formuliert. Der Verband forderte außerdem beispielsweise eine familienfreundlichere Bundeswehr und Perspektiven über alle Laufbahnen hinweg.

## Mitgliedermagazin „Die Bundeswehr“
Das Mitgliedermagazin des Deutschen BundeswehrVerbandes, "Die Bundeswehr", erscheint seit Dezember 1956 monatlich im Direktvertrieb. Mit einer Auflage von 140.000 Exemplaren werden mehr als 200.000 regelmäßige Leser erreicht. Der Leserkreis umfasst aktive und ehemalige Soldaten, Reservisten, zivile Mitarbeiter der Bundeswehr, Angehörige und Partner der Soldaten sowie Verantwortliche aus Politik, Bundeswehr und Verteidigungsministerium.

## Aktuelles
Als aktuellsten und einen der größten Verbandserfolge bewertet der DBwV das Artikelgesetz zur Steigerung der Attraktivität, das Ende Februar 2015 vom Deutschen Bundestag verabschiedet wurde. Das Artikelgesetz enthielt nicht nur zahlreiche Verbesserungen in den Bereichen Besoldung und Versorgung, es trug auch der als willkürlich empfundenen Unterscheidung der Auslandseinsätze Rechnung. Einheitlicher Stichtag für die Einsatzversorgung ist nun der 1. November 1991. An der Gestaltung des am 13. Juli 2016 vom Bundeskabinett beschlossenen neuen Weißbuchs war der DBwV maßgeblich beteiligt.

## Vorsitzende des DBwV
- Karl-Theodor Molinari 1956–1963
- Lothar Domröse 1963 (kommissarisch)
- Wolfgang Keilig 1963–1967
- Heinz Volland 1967–1985
- Rolf Wenzel 1985–1993
- Bernhard Gertz 1993–2008
- Ulrich Kirsch 2009–2013
- André Wüstner seit 2013